# Phyllocarida
De Phyllocarida zijn een groep van kleine, mariene kreeftachtigen. Ze vormen een onderklasse van de Malacostraca. Ze bevatten slechts één enkele recente orde, de Leptostraca.

## Beschrijving
Phyllocarida bezitten een tweekleppige carapax, waarvan de twee helften aan de rugzijde (dorsomediaal) met elkaar vergroeid zijn. Dit zijdelings afgeplat schild bedekt de kop, de thorax en een deel van het achterlijf (abdomen). De voorzijde van de carapax bestaat uit een beweegbaar rostrum. De ogen zijn gesteeld en al dan niet voorzien van lichtgevoelige elementen (het geslacht Dahlella is bv. blind).
De kreeftjes in deze groep hebben acht paar ongedifferentieerde, bladvormige pereopoden, zes paar pleopoden (zwempootjes) en geen maxillipeden of uropoden. In de plaats van deze laatsten bezitten de Phyllocarida een gaffelvormige furca.

## Voorkomen en levenswijze
Phyllocarida vindt men terug in alle wereldzeeën, waarbij sommige genera wijder verspreid zijn dan andere. Zo kennen Nebalia en Nebaliopsis een kosmopolitische verspreiding, terwijl Dahlella enkel in de buurt van onderwater hydrothermale bronnen in de buurt van de Galápagoseilanden voorkomt en Speonebalia enkel in zeegrotten op de Turks- en Caicoseilanden.
Met uitzondering van het pelagische geslacht Nebaliopsis, zijn Phyllocarida benthische organismen die modderige bodems met een laag zuurstofgehalte verkiezen. Ze komen voor van in de intertidale zone tot op de abyssale vlakten. Veelal wordt aangenomen dat het filtervoeders zijn maar ze worden ook aangetroffen in beaasde vallen.

## Taxonomie
De volgende taxa zijn bij de onderklasse ingedeeld:
- † Orde Archaeostraca
- † Orde Canadaspidida
- † Orde Hoplostraca
- † Orde Hymenostraca
- Orde Leptostraca Claus, 1880
- † Geslacht Nothozoe Barrande, 1872